# Helgi Kolviðsson
Helgi Kolviðsson, né le 13 septembre 1971 à Reykjavik en Islande, est un footballeur international islandais actif de 1988 à 2008 au poste d'attaquant, reconvertie au poste d'entraîneur. 
Il compte 30 sélections en équipe nationale entre 1996 et 2003. 

## Biographie

### Carrière de joueur
Helgi Kolviðsson joue 4 matchs en Coupe de l'UEFA avec le club autrichien du FC Kärnten.

### Équipe nationale
Helgi Kolviðsson est convoqué pour la première fois par le sélectionneur national Logi Ólafsson pour un match amical face à la Russie le 9 février 1996. Il entre à la 69e minute à la place d'Ólafur Thórdarson (défaite 3-0). 
Il reçoit sa dernière sélection, contre le Mexique à San Francisco, le 19 novembre 2003. Il entre à la 75e minute à la place d'Ólafur Stígsson (0-0). 
Avec l'équipe d'Islande, il joue trois matchs comptant pour les tours préliminaires de la coupe du monde 2002.
Au total, il compte 30 sélections avec l'équipe d'Islande entre 1996 et 2003.